# Liuwan
Liuwan (chinesisch 柳湾遗址, Pinyin Liǔwān yízhǐ, englisch Liuwan Site – „Liuwan-Stätte“) ist eine archäologische Stätte aus dem Neolithikum bis in die Bronzezeit im Dorf Liuwan der Großgemeinde Gaomiao des Kreises Ledu der nordwestchinesischen Provinz Qinghai.
In Liuwan wurden viele Gräber und bemalte Töpferwaren der Jungsteinzeit ausgegraben, die im Liuwan-Museum für bemalte Töpferwaren ausgestellt sind. Der ausgegrabene Friedhof wird auf 2500 bis 1100 v. Chr. datiert.
Die Liuwan-Stätte (Liuwan yizhi) steht seit 2006 auf der Liste der Denkmäler der Volksrepublik China (6-211).